# Edward Gowan Budd
Pour les articles homonymes, voir Budd.
Edward Gowen Budd (28 décembre 1870, à Smyrne, Delaware – 30 novembre 1946, en Pennsylvanie, âgé de 75 ans) est un inventeur et homme d'affaires américain.

## Voitures de chemin de fer
Budd est né dans l'état du Delaware en 1870. Il a étudié l'ingénierie à Philadelphie en 1888, et en 1899, il mit sa connaissance de la tôle d'acier au service de l'industrie ferroviaire. Il a travaillé avec la Pullman Company sur un contrat pour Pennsylvania Railroad visant à construire la première voiture de chemin de fer toute en acier.

## Automobiles

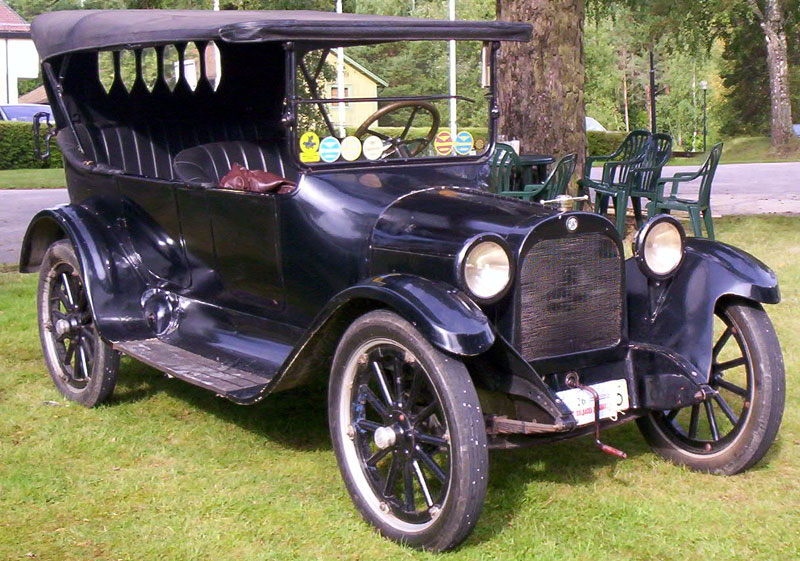
Voiture de tourisme Tout-en-acier Dodge Modèle 30

En 1912 il fonde la Budd Company, qui se spécialisa initialement dans la fabrication de châssis en acier embouti pour automobiles.

### États-Unis
Sa compagnie fut rapidement fournisseur de carrosseries de berlines tout acier aux fabricants d'automobiles. À la suite de discussions entre eux débutées en 1913, les premiers grands partisans de Budd étaient les frères Dodge, qui achetèrent 70.000 carrosseries de randonneuses en acier en 1916. Ils furent bientôt suivis par la berline tout acier Dodge. Les frères ne croyaient pas la chose possible, mais ils furent persuadés de permettre à Budd d'aller de l'avant dans la conception et les installations de presses nécessaires à la découpe et à l'emboutissage pour démarrer une production réelle. D'autres constructeurs américains ont rapidement suivi Dodge. Les ventes des carrosseries fermées dépassèrent celles des carrosseries ouvertes à partir de 1923.

### Royaume-Uni

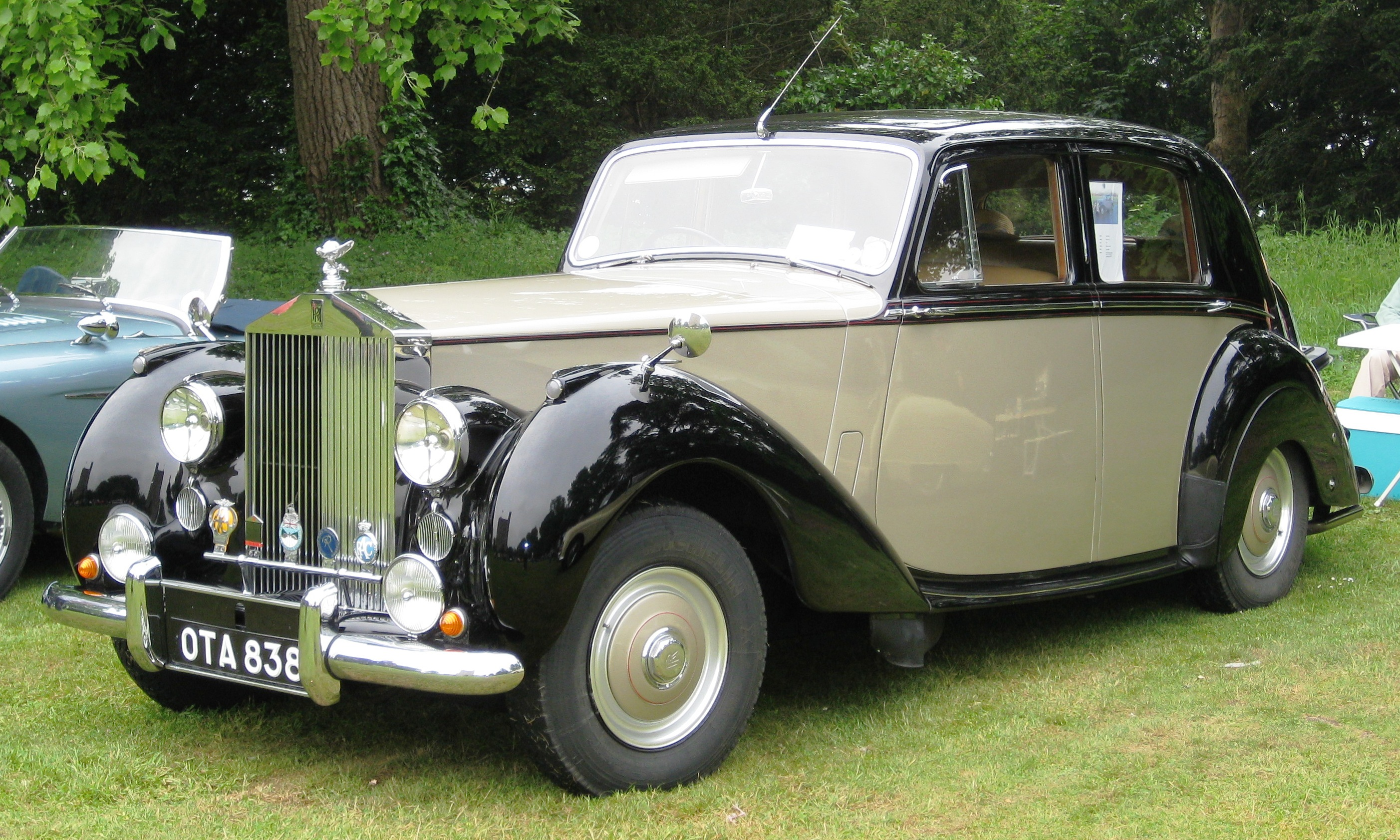
Rolls-Royce Silver Dawn à carrosserie Pressed Steel, 1953

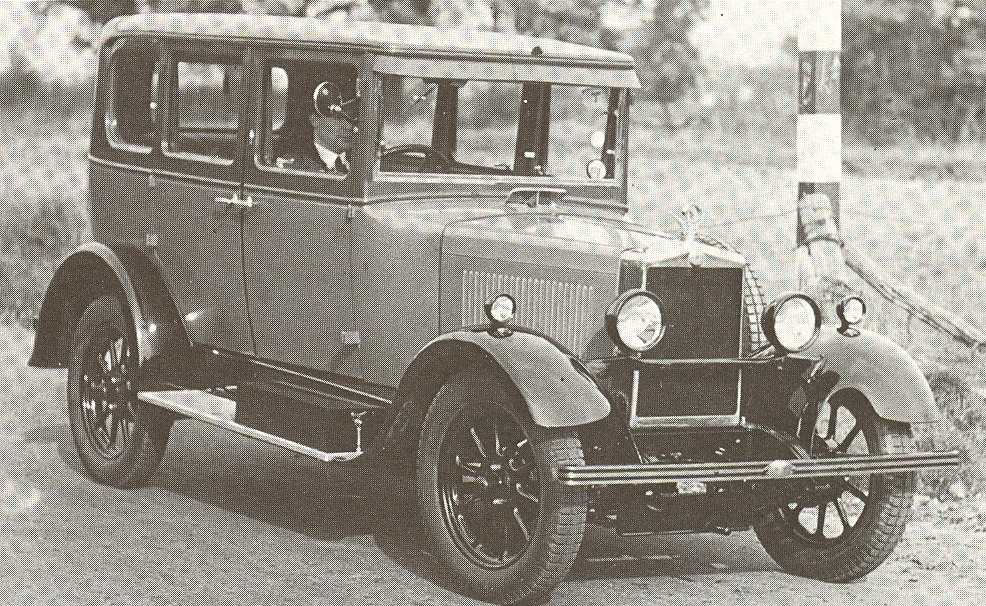
Morris Cowley

William Morris, le fondateur de la Morris Motors Limited au Royaume-Uni, appréciait aussi la philosophie de Budd, et ils s'associèrent en 1926 pour créer la Pressed Steel Company à Cowley, Oxford, pour produire des carrosseries pour Morris. L'industrie sidérurgique britannique ne fut pas en mesure de fournir des tôles d'acier aux dimensions suffisantes pour les presses Budd et William Morris se retira de l'association en 1930. À la fin de 1935, les intérêts Budd avaient été revendus aux actionnaires anglais.

### Allemagne

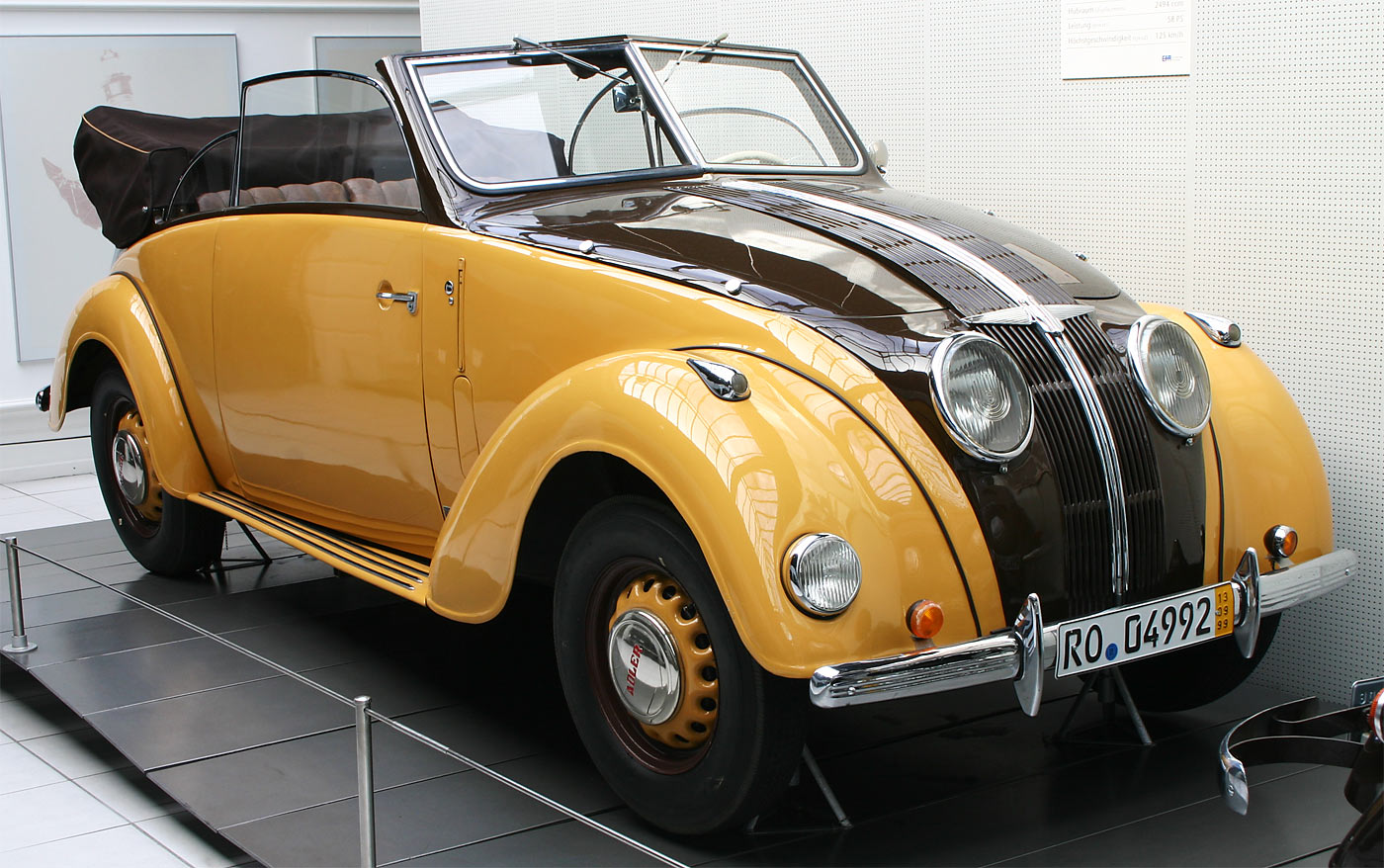
Adler 2.5-litre

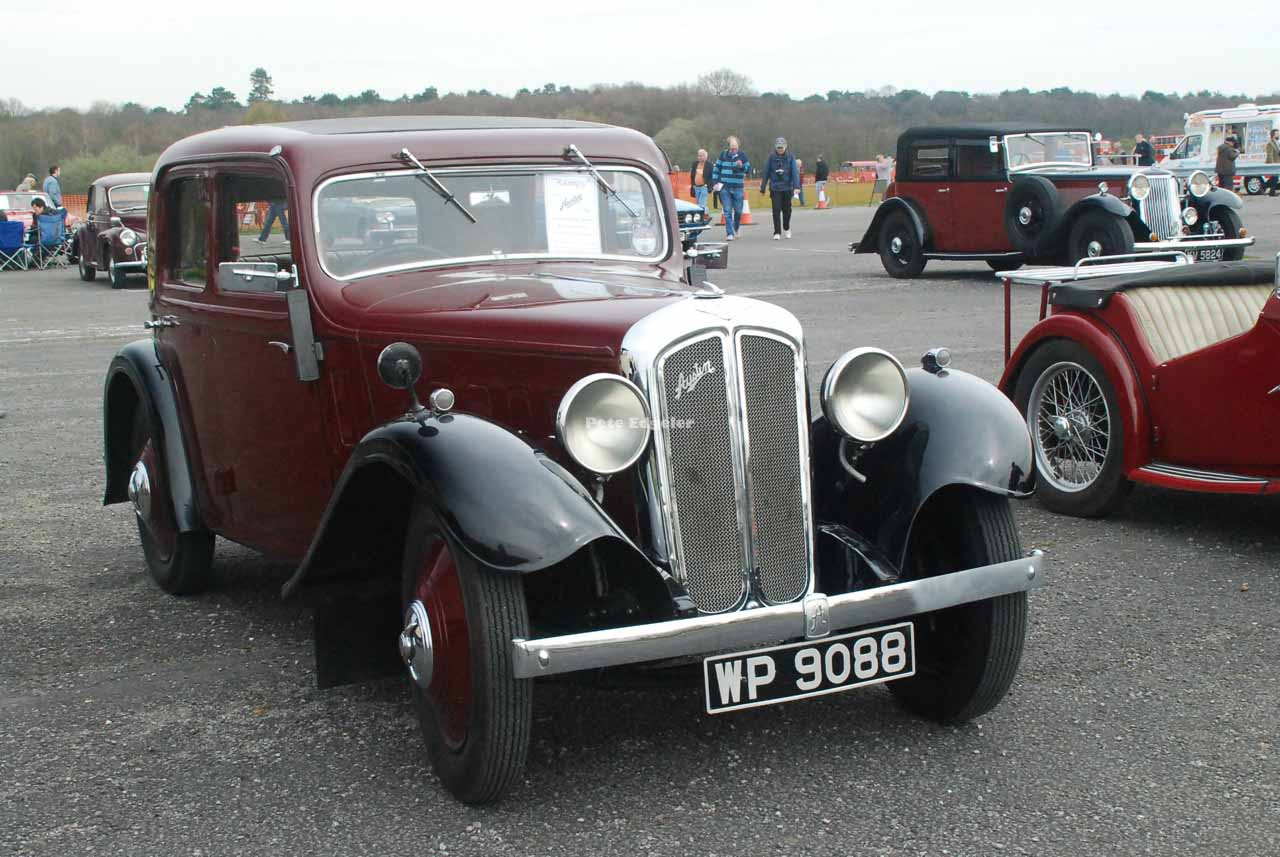
Austin Kempton sports saloon
Adler Trumpf Junior

Ambi-Budd Presswerk GmbH à Berlin-Johannisthal était une autre coentreprise avec Ambi Maschinenbau. Les carrosseries étaient faites pour Adler, Chrysler et Ford ainsi que BMW. Durant les années 1930 une petite quantité de modèles Austin Britanniques ont reçu des carrosseries Ambi-Budd, apparemment partagées avec Adler.
Après la deuxième Guerre Mondiale, Ambi-Budd, située à Berlin-est, se retrouva dans le secteur Soviétique.

### France

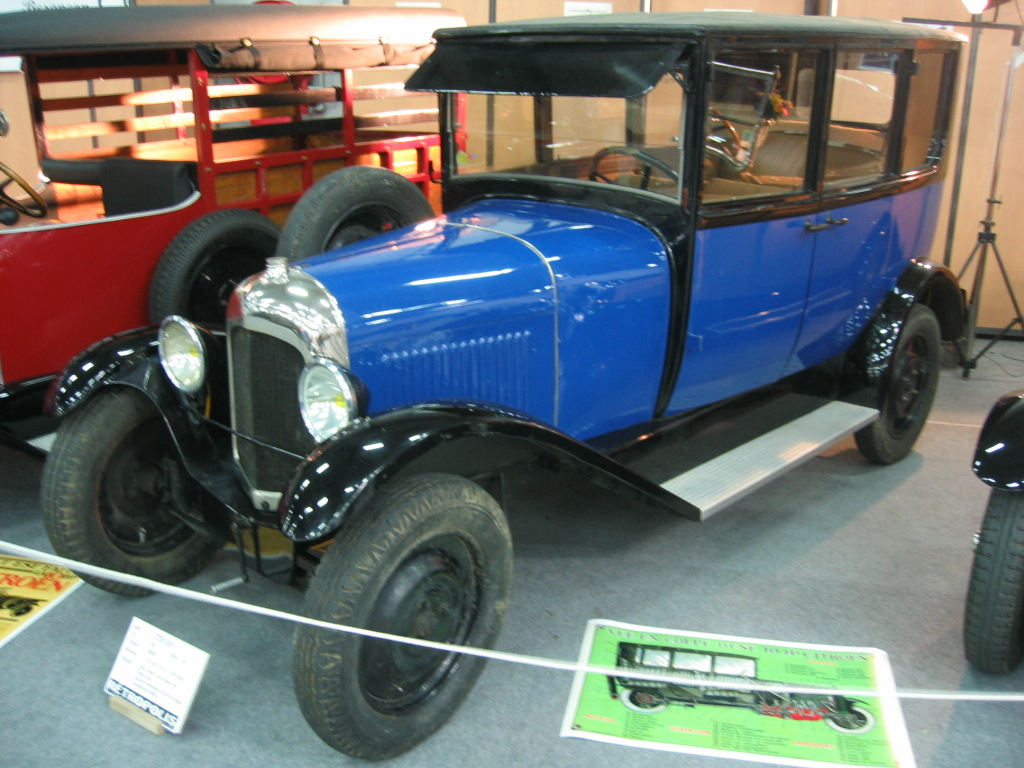
Citroën Type B10 "Toute en acier" de 1924

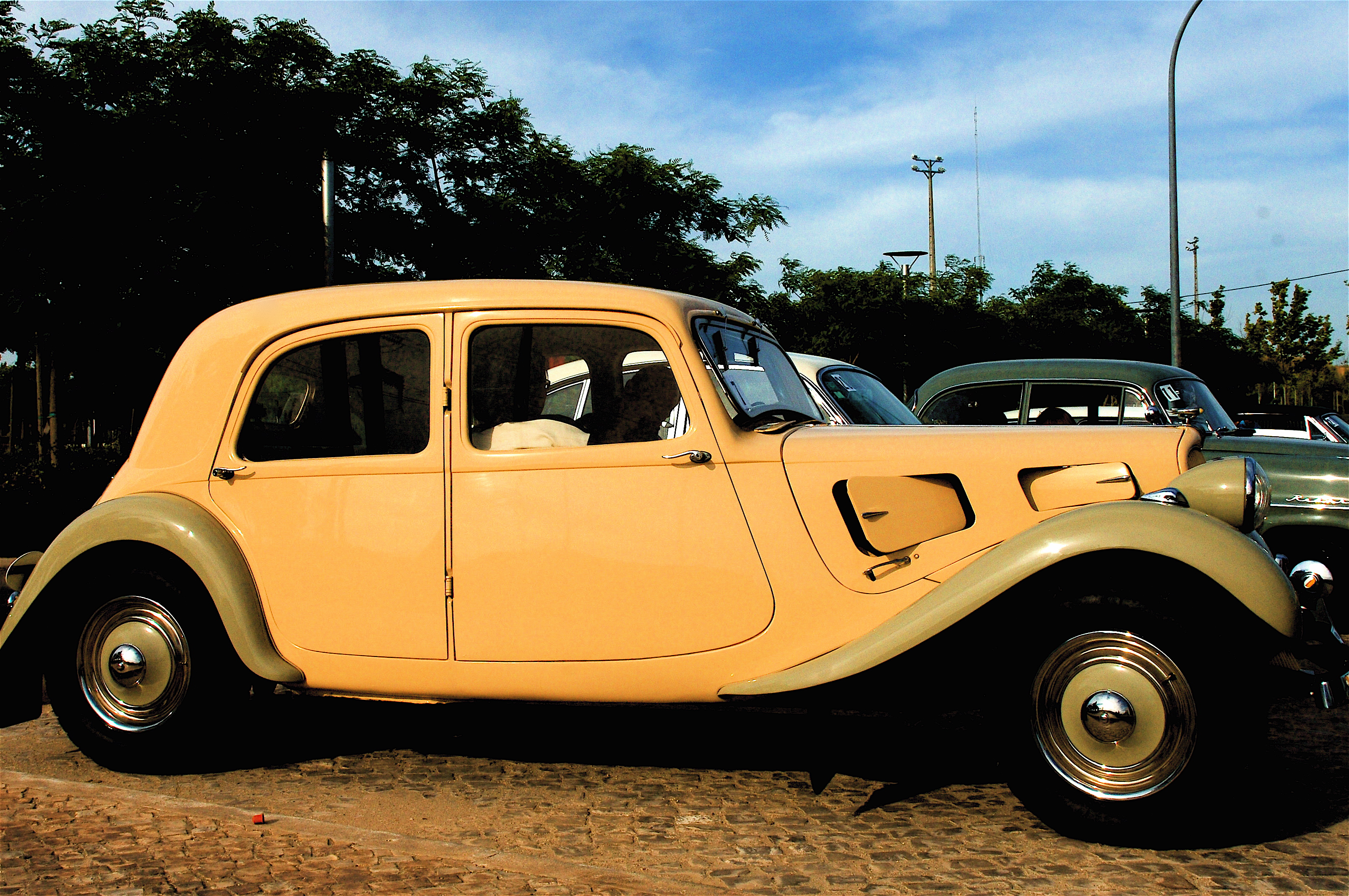
Citroën Traction Avant 7CV

Edward G Budd trouva un autre visionnaire avec André Citroën et le résultat fut la Citroën Type B10 toute-en-acier introduite en octobre 1924. Tandis que Dodge plaçait des carrosseries d'acier sur des châssis conventionnels, Budd envisageait déjà de pousser sa technologie encore plus loin. André Citroën qui effectua un voyage en Amérique du Nord en 1912 rencontra des industriels, et rapporta des idées en Europe, et en 1934 des études développées chez Citroën aboutirent à la Traction Avant, qui fut la première caisse monocoque en acier embouti de l'histoire de l'automobile.

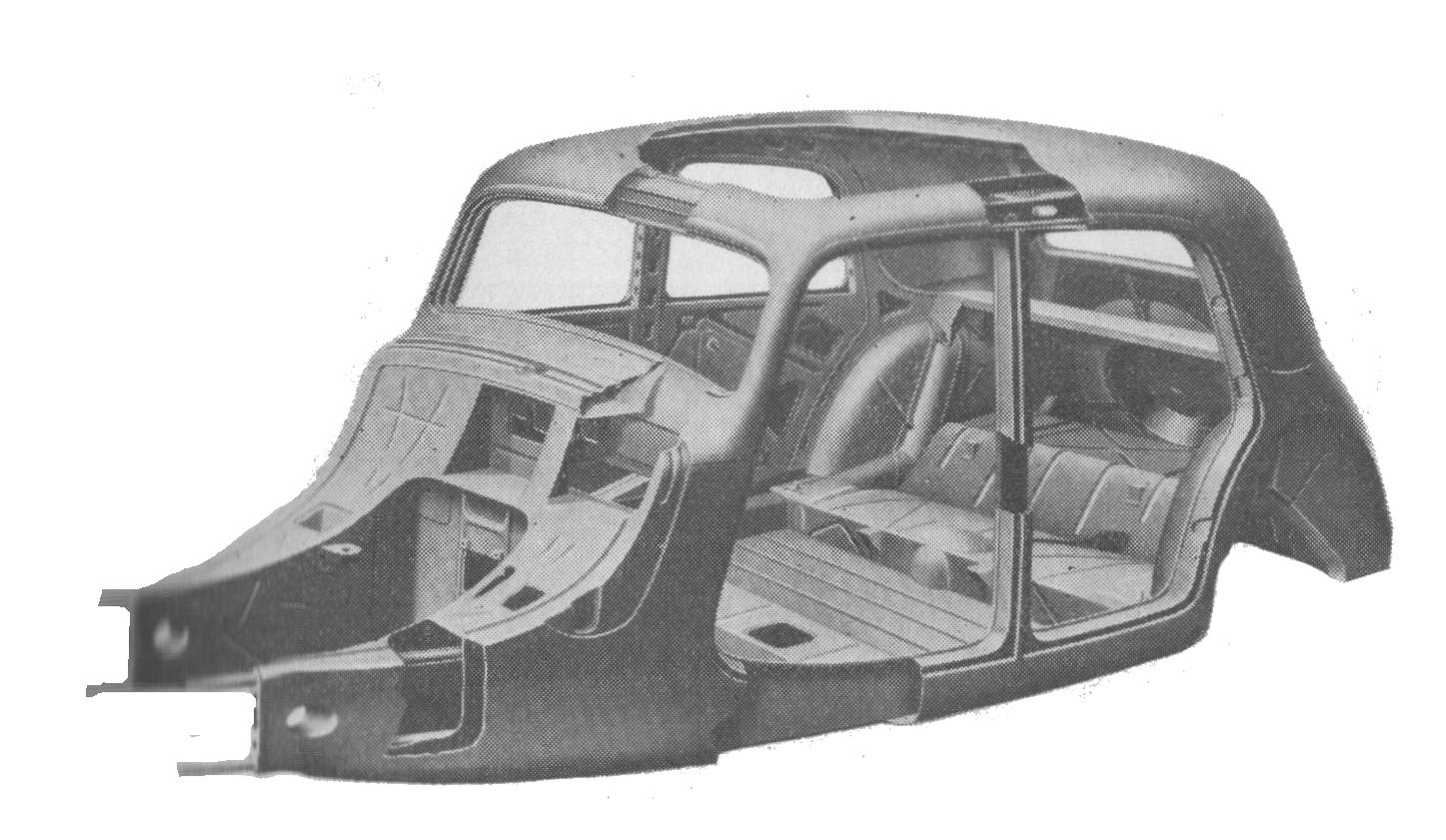
La caisse monocoque de la traction Avant constituée de divers éléments d'acier embouti; assemblés par soudure à l'arc.

Pour assembler les pièces en acier, Budd devint également pionnier de l'utilisation de la soudure à l'arc dans l'industrie automobile.

## En acier inoxydable

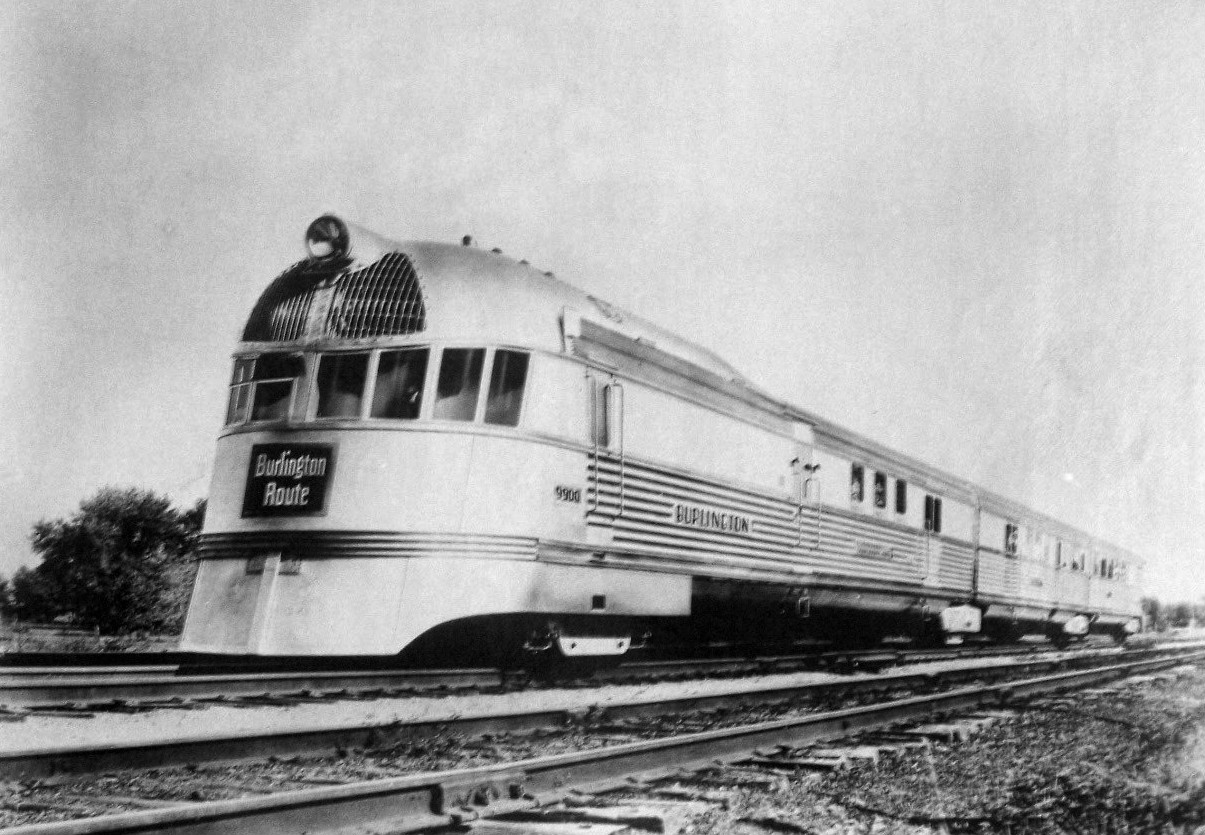
Rame Pionneer Zéphyr

Au cours de la Grande Dépression des années 1930, Budd est le pionnier de la fabrication de caisses en tôles d' acier inoxydable et a aidé à créer le Pionneer Zéphyr, une rame profilée pour la Chicago, Burlington and Quincy Railroad. Les voitures de chemin de fer Budd en acier inoxydable ont été d'un grand succès pendant de nombreuses années. Au Cours de la seconde Guerre Mondiale, Budd a également été le fabricant à l'origine du Bazooka et de la grenade à fusil. Lui et son entreprise ont également joué un rôle déterminant dans le développement du frein à disque radial et de la ligne de production automatique de roues.

## Héritage
Le Pioneer Zephyr de Budd fut le premier de nombreux trains de voyageurs profilés. La rame originale est exposée en permanence à Chicago, au Musée des Sciences et de l'Industrie.
En 1985, 40 ans après sa mort, Edward G. Budd, le "père des voitures profilées en inox", a été intronisé à Dearborn, Michigan's Automotive Hall of Fame,.
En 2015, 70 ans après sa mort, Edward G Budd a été intronisé au National Railroad Hall of Fame de Galesburg (Illinois).

## Voir Aussi
- Budd Company
- Joseph Ledwinka